# Geocaryum
Geocaryum là chi thực vật có hoa trong họ Apiaceae.